# Фридрих Шулц
Карл Фридрих „Фриц“ Вилхелм Шулц (на немски: Karl Friedrich 'Fritz' Wilhelm Schulz) (1897 – 1976) е немски Генерал от пехотата служещ по време на Втората световна война и носител на Рицарски кръст с дъбови листа и мечове.

## Награди
- Железен кръст (1914 г.)
  - II степен (2 юни 1916 г.)
  - I степен (27 януари 1918 г.)
- Сребърна пластинка към Железния (1939 г.)
  - II степен (6 април 1940 г.)
  - I степен (14 юни 1940 г.)
- Кръст на честта
- Рицарски кръст с дъбови листа, мечове и диаманти
  - Носител на Рицарски кръст (29 март 1942 г.) като Полковник и началник на Генералния щаб на XXXXIII. Армейски корпус[1]
  - Носител на дъбови листа №428 (20 март 1944 г.), като Генерал-лейтенант и командир на 3-ти танков корпус[2]
  - Носител на мечове №135 (26 февруари 1945 г.) главнокомандващ Генерал на 17-а рмия[3]